# Червинский, Алексей Андреевич
Алексе́й Андре́евич Черви́нский (1829 — 22 июня 1878) — русский сенатор, тайный советник.

## Биография
Окончил Императорский Харьковский университет, получил степень кандидата прав в Императорском Московском университете.
В 1851 году поступил на службу в канцелярию Московского гражданского губернатора.
В 1857 году был назначен членом в комиссию, учрежденную при Департаменте общих дел Министерства внутренних дел для распределения медалей в память Крымской войны 1853—1856 годов. Червинский не окончил этого дела. Впоследствии был назначен исправляющим должность советника рязанского губернского правления.
В 1858—1863 годах многократно был командирован по Рязанской губернии для приведения крестьян к повиновению, чего достигал без использования силовых мер.
В 1863—1865 исправлял должность рязанского вице-губернатора.
В 1866 году был переведен в ведомство Министерства юстиции, в 1867 году был назначен прокурором Сумского окружного суда, в 1868 году — товарищем прокурора Харьковской судебной палаты, некоторое время исполнял должность прокурора. В 1870 году был назначен прокурором Казанской судебной палаты, с 1875 года присутствовал в уголовном кассационном департаменте Правительствующего сената.
Похоронен на Казанском кладбище Пушкина.

### Семья
- Жена — Лариса Николаевна Червинская (при рождении Архангельская). Дочь Николая Михеевича Архангельского, профессора Харьковского университета.
  - Дочь — Юлия Алексеевна Червинская (1857—1878).
  - Сын — Владимир Алексеевич Червинский (1859-?).
  - Сын — титулярный советник Андрей Алексеевич Червинский (1861—1888).
  - Дочь — Надежда Алексеевна Фок (при рождении Червинская, 1862-?). Муж дочери — Александр Александрович Фок, учёный-лесовод.
  - Сын — поэт Фёдор Алексеевич Червинский (1864—1917).